# Feijenoord (stadsdeel)
Feijenoord is een bestuurscommissiegebied van de gemeente Rotterdam aan de zuidoever van de Nieuwe Maas. Het telde op 1 januari 2023 78.585 inwoners en heeft een oppervlakte van 6,44 km² (waarvan 1,45 km² water).
Het is vernoemd naar het vroegere eiland Fijenoord, later Feijenoord, dat ingeklemd lag tussen de rivier en het Zwanengat. Het Zwanengat liep voordat de Spoorweghaven halverwege de tweede helft van de 19e eeuw werd aangelegd, van ongeveer de zuidwestelijke punt van het Noordereiland naar het Mallegat, nabij havennummer 1100.

## Demografie
| Achtergrond inwoners Feijenoord (2020)    | Aantal | %     |
| ----------------------------------------- | ------ | ----- |
| Autochtonen                               | 23.875 | 31,19 |
| Turken                                    | 12.835 | 16,77 |
| Marokkanen                                | 8.680  | 11,34 |
| Surinamers                                | 7.245  | 9,47  |
| Antillianen                               | 4.000  | 5,23  |
| Overige Niet-Westerse migratieachtergrond | 10.880 | 14,21 |
| Westerse migratieachtergrond              | 9.030  | 11,80 |
|                                           |        |       |
| Totaal Niet-Westerse migratieachtergrond  | 43.640 | 57,01 |
| Totaal migratieachtergrond                | 52.670 | 68,81 |
| Totaal inwoners                           | 76.545 | 100   |

## Grenzen
Feijenoord wordt begrensd door de Nieuwe Maas in het noorden, de Dordtselaan, de Strevelsweg en de Vaanweg vormen de grens met het stadsdeel Charlois in het westen; de Smeetslandsedijk, Molenvliet en de spoorlijn Rotterdam - Dordrecht tot spoorwegstation Rotterdam Zuid vormen de grens met stadsdeel IJsselmonde in het zuiden en oosten. Ook een deel van de Kop van Zuid - Entrepot - ligt binnen de grenzen van Feijenoord, net zoals het Noordereiland en de Wilhelminapier.
Feijenoord is ook bekend als betaaldvoetbalclub; deze naam wordt echter sinds de jaren 70 als Feyenoord geschreven.

## Woonwijken in Feijenoord
- Afrikaanderwijk
- Bloemhof
- Feijenoord (wijk)
- Hillesluis
- Katendrecht
- Kop van Zuid
- Kop van Zuid - Entrepot
- Noordereiland
- Vreewijk

## Bestuur

### Zetelverdeling deelraad en bestuurscommissie
In 2014 werd de deelgemeente opgeheven en vervangen door een 'bestuurscommissiegebied'.
| Partij              | Deelraad | Deelraad | Commissie |
| Partij              | 2006     | 2010     | 2014      |
| ------------------- | -------- | -------- | --------- |
| PvdA                | 14       | 10       | 4         |
| LR                  | 7        | 7        | 4         |
| D66                 | -        | 2        | 2         |
| NIDA                | -        | -        | 2         |
| SP                  | 1        | -        | 2         |
| Feijenoord in Actie | -        | 1        | 1         |
| GL                  | 1        | 2        | -         |
| CDA                 | 2        | 2        | -         |
| VVD                 | -        | 1        | -         |
| Totaal              | 25       | 25       | 15        |

De onderstreepte getallen vormen de hieruit onderhandelde bestuursmeerderheid.

## Openbaar vervoer
Het stadsdeel is voorzien van diverse bus- en tramlijnen met de daarbij behorende halte. Daarnaast komen metrolijnen  en  door het stadsdeel. Ook bezit het stadsdeel drie treinstations, waarvan Rotterdam Stadion een evenementenstation is. Alle treinstations liggen aan de spoorlijn Rotterdam Centraal - Dordrecht en worden bediend door de NS.

## Bekende Nederlanders uit Feijenoord
- Paul de Leeuw
- Jaap van der Bie